# Nadia Geerts
Pour les articles homonymes, voir Geerts.
Nadia Geerts, née le 7 décembre 1969 est militante laïque et auteur belge. Elle s'intéresse en particulier à la problématique du voile islamique et de son port dans le cadre de la laïcité.
Depuis septembre 2021, elle est conseillère au Centre Jean Gol du Mouvement Réformateur. Elle est chargée notamment des questions de neutralité de l'État. Elle est également membre du conseil d'administration de la RTBF.

## Biographie
Nadia Geerts est licenciée et agrégée en philosophie à l'université libre de Bruxelles en 1991 (il est à noter que l'agrégation belge ne correspond pas à l'agrégation française.)
Présidente du Cercle républicain de sa fondation en 2000 jusqu'en janvier 2010, elle est également initiatrice du Réseau d'actions pour la promotion d'un État laïque (R.A.P.P.E.L) en 2007. Elle tient une chronique intitulée "L'œil de Marianneke" qui paraît chaque semaine sur Marianne.fr. Nadia Geerts collabore occasionnellement au magazine français Causeur.
Depuis 2009, elle est maître-assistante en philosophie et en morale à la Haute École Bruxelles-Brabant, catégorie pédagogique Defré.
Depuis 2017, elle est directrice de la collection « Dis, c'est quoi ? » aux éditions Renaissance du livre.
En 2021, après avoir exprimé son émotion pour l'assassinat de Samuel Paty et réitéré ses positions en faveur de la neutralité dans l’enseignement obligatoire, elle fait l'objet d'une campagne de dénigrement sur les réseaux sociaux. Le Centre d'action laïque, le Centre communautaire laïc juif et le Collectif Laicité Yallah prennent sa défense en janvier 2021 et réclament « un engagement sans faille des politiques pour condamner les intimidations à l’égard des défenseurs de la laïcité »,. Déclarant craindre pour sa vie, elle porte plainte et décide de quitter l'enseignement.
Depuis novembre 2020, elle tient une chronique dans l'hebdomadaire français Marianne intitulée « L'œil de Marianneke ».
En avril 2021, elle intègre l'équipe de l'émission les Visiteurs du soir sur la chaîne de télévision belge LN24.
Elle fut membre de la section du parti Ecolo à Evere[réf. à confirmer].
Le 18 juin 2021, le MR la recrute en tant que conseillère au Centre Jean Gol pour les questions relatives à la neutralité de l'État et aux libertés individuelles. Selon Le Soir, le parti marque ainsi son positionnement strict sur la neutralité.
Elle dénonce en 2023 les prières clandestines au cœur de l’université et établissements d’enseignement supérieur,.
En 2024 elle milite contre le wokisme et affirme qu'en Belgique, toute la gauche est contaminée par cette idéologie. Qu'il existe aussi une convergence idéologique entre wokisme et islamisme.
Le 20 décembre 2024, elle devient vice-présidente du conseil d'administration de la RTBF.
Le 28 juin 2025, elle publie un tweet sur la guerre à Gaza et les accusations de génocide visant l'armée israélienne, indiquant « Je dis ça avec toutes les précautions nécessaires mais si on cherche un restaurant à Gaza sur Google, on en trouve plusieurs qui ont l'air d'être en activité ». Ce message suscite de nombreuses réactions indignées, dont des accusations de négationnisme de la catastrophe humanitaire à Gaza et des appels à la démission. Joëlle Milquet, présidente du conseil d'administration de la RTBF indique « Le prochain conseil d'administration de la RTBF, quant à lui, sera saisi de cette question, analysera la situation et décidera le cas échéant des suites qu'il conviendrait d'y donner. » Nadia Geerts supprime rapidement ce message, reconnaissant s'être mal documentée, et le qualifie ensuite d'« imbécile ». La polémique ne désemplit cependant pas, divers commentateurs et journaux estimant que le problème ne se limite pas à une insuffisante documentation mais a trait à l'objectif même de la publication, laquelle « participe à une entreprise de minimisation, voire de négation de la souffrance infligée aux Gazaouis » et « nourrit l’abjecte entreprise de déshumanisation dont ils sont victimes. »

### Distinction
- 2019 : Mention au prix international de la laïcité décerné par l'association Comité Laïcité République.

## Publications
- Baudouin sans auréole, éditions Labor/Espace de Libertés, coll. « Liberté j'écris ton nom », 2003, 96 p.  (ISBN 2-930001-47-X).
- L'École à l'épreuve du voile, Labor, 2006, 109 p.  (ISBN 2-8040-2327-3).
- Fichu voile ! Éditions Luc Pire, 2010  (ISBN 978-2-507-00387-6).
- École, profs, élèves : la neutralité n'est pas neutre ! La Muette, 2012, 160 p.  (ISBN 978-2-35687-201-2).
- Et si on en remettait une couche ?, Renaissance du livre, 2014.
- Liberté ? Égalité ? Laïcité ! , Éditions du CEP, 2014  (ISBN 2-3900-7000-0).
- Je pense, donc je dis ?, Renaissance du livre, 2015  (ISBN 2507053070).
- Dis, c'est quoi le féminisme ?, Renaissance du livre, 2017  (ISBN 9782507054984).
- Dis, c'est quoi une religion ?, Renaissance du livre, 2018  (ISBN 2507055847).
- L'après-midi sera courte. Plaidoyer pour le droit à l'euthanasie, L'Harmattan, 2018, 170p.  (ISBN 978-2-343-16181-5).
- Florence Bergeaud-Blackler (dir.), Pascal Hubert (dir.) et Georges Dallemagne (préf. Élisabeth Badinter), Cachez cet islamisme : Voile et laïcité à l’épreuve de la cancel culture, La Boîte à pandore, coll. « Essais », mai 2021, 239 p. (ISBN 978-2-8755-7487-9).
- Et toujours ce fichu voile ! (préf. Caroline Fourest), Éditions Luc Pire, juin 2021, 200 p. (ISBN 978-2875422415).
- Dis, c'est quoi la laïcité ?, Renaissance du livre, 2021  (ISBN 9782507057169).
- Neutralité ou laïcité ? La Belgique hésite, Éditions Luc Pire, 2022  (ISBN 9782875422699)
- Woke ! La tyrannie victimaire, Editions F. deville, 2024  (ISBN 9782875990860)

### Direction de publication
- La Laïcité à l'épreuve du XXIe siècle, Éditions Luc Pire, 2009.